# Björn Werner
Björn Werner (* 30. srpna 1990, Berlín, Německo) je hráč amerického fotbalu nastupující na pozici Outside linebackera za tým Indianapolis Colts v National Football League. Univerzitní fotbal hrál za Florida State University, poté byl vybrán v prvním kole Draftu NFL 2013 týmem Indianapolis Colts.

## Mládí
Werner vyrůstal v Berlíně v sousedství čtvrtí Wedding a Reinickendorf. Původně hrál za tým Berlin Adler, poté přestoupil v roce 2007 jako výměnný student do Salisbury School v Salisbury ve státě Connecticut v rámci programu, který organizoval bývalý Quarterback Pat Steenberge. Zde si připsal 54 tacklů včetně 24 pro ztrátu, 12 sacků a dva fumbly v pouhých osmi zápasech, nicméně pak se vrátil zpátky do Německa. V roce 2008 hrál za německý národní tým do devatenácti let proti stejně starému výběru Polska a přispěl k vítězství 67-0. Pro sezónu 2009 se vrací do Salisbury a v sedmi utkáních zaznamenává 57 tacklů, tři sacky, 4 forced fumbly a dva zablokované field góly.
Přestože hrál americký fotbal pouhé dva roky, byl Werner ohodnocen webem Rivals.com třemi hvězdičkami jako pátý nejvýše postavený hráč ze státu Connecticut. Werner si následně vybral univerzitu FSU před University of Oregon, University of Miami a Kalifornskou univerzitou.
Během letních prázdnin 2010 se Werner oženil se svou přítelkyní Denise, se kterou se poznal v desáté třídě v Berlíně.

## Univerzitní fotbal
Werner se zapsal na Florida State University v Tallahassee, kde byl součástí místního fotbalového týmu Florida State Seminoles pod vedením trenéra Jimba Fishera. V první sezóně 2011 nastoupil jako nováček do všech čtrnácti utkání a v nich si připsal 20 tacklů včetně šesti tacklů pro ztrátu a 3,5 sacku, a to vše jako náhradník za Defensive enda Markuse Whitea. Další sezónu už začíná jako startující levý Defensive end a zaznamená 37 tacklů (25 sólových), a obrana se i díky jemu stane druhou nejlepší v celé lize proti běhům a jako čtvrtá nejméně inkasuje.

## Profesionální kariéra

### Draft NFL
Před startem sezóny 2012 bylo Wernerovi prorokováno, že bude vybrán v závěru prvního kola Draftu NFL 2013, ale uprostřed sezóny již byl řazen do první trojice. 3. ledna 2013 Werner oznámil rozhodnutí zúčastnit se Draftu NFL 2013, zastupovat se nechá agentem Jimmy Sextonem z agentury Creative Artists Agency. Nakonec byl vybrán až jako 24. hráč v pořadí, a to hlavně proto, že během testů Draftu NFL v žádné činnosti nezazářil.
| Parametry před draftem |           |            |                |        |        |        |        |          |          |                 |             |
| Výška                  | Váha      | Délka paží | Velikost rukou | 40 yd  | 10 yd  | 20 yd  | 20 ss  | 3 kužely | Vert     | Broad           | Bench press |
| 6 stop, 3 ¼ palce      | 266 liber | 33 ¼ palce | 9 ⅝ palce      | 4.81 s | 1.67 s | 2.78 s | 4.40 s | 7.30 s   | 31 palců | 9 stop, 3 palce | 25          |

### Indianapolis Colts
24. července 2013 podepsal Werner čtyřletý kontrakt s Colts za 7,896 milionu dolarů plus bonus 4,12 milionu za podpis smlouvy. V 15. týdnu si připsal první sack kariéry proti Houston Texans. Za celou základní část odehrál 13 utkání, ve kterých zaznamenal 18 tacklů, 4 zblokované přihrávky a 2,5 sacku. První polovinu ročníku 2014 pokračoval ve stabilních výkonech, nicméně od sedmého týdne si kromě tacklů připsal už jen jednu zblokovanou přihrávku v 16. týdnu. V následujícím playoff se pak kvůli zranění dostal na hřiště pouze jednou a to shodou okolností při porážce s New England Patriots ve finále konference.